# Меслер, Стив
Стив Меслер (англ. Steven Michael Mesler ; 28 августа 1978, Буффало, Нью-Йорк) — американский бобслеист, олимпийский чемпион 2010 года и чемпион мира 2009 года в четвёрках. Участник трёх зимних Олимпийских игр. Во время обучения в Флоридском университете занимался десятиборьем, выступал с 1997 по 2000 год. С 2000 года переквалифицировался в бобслеиста.